# أحمد رشاد حسانين
أحمد محمد رشاد حسانين (18 أغسطس 1953 - 20 مايو 2022) هو كاتب مصري وناقد أدبي وعضو اتحاد كتاب مصر.

## حياته ونشأته
من مواليد مدينة بورسعيد في 18 أغسطس 1953. تخرج في كلية الآداب جامعة القاهرة سنة 1976. عمل موجهاً عاماً في وزارة التربية والتعليم. ساهم الكاتب في العديد من المؤتمرات والندوات والمنتديات الأدبية، ومثل مصر باحثاً في الملتقى الدولي الأول للقصة العربية القصيرة. وهو عضو كل من اتحاد كتاب مصر ومعجم أدباء مصر ونادي القصة بالقاهرة وجمعية الأدباء بالقاهرة ورابطة الأدب الإسلامي العالمي العالمية، كما أنه باحث ودارس بمؤتمر أدباء مصر وإقليم القناة وسيناء الثقافي ومؤتمر أدباء مصر.
نُشرت للكاتب مقالات ودراسات في معظم الدوريات الأدبية المصرية والعربية منها: مجلة الثقافة الجديدة، المحيط الثقافى، أدب ونقد، أخبار الأدب، سطور، الشعر، العربي والكويت (الكويتيتين)، كما نشرت له مجلة الأدب الإسلامي وهو كاتب عامود بمجلة المختار الإسلامي الشهرية، كما نُشرت له مقالات في مجلة أحوال مصرية وهي مجلة ربع سنوية تصدر من مركز الأهرام للدراسات السياسية والإستراتيجية.

## مؤلفاته[6]
صدرت للكاتب مجموعة من الكتب والمؤلفات الأدبية منها:
- «تأملات في الثقافة والشعر» – الهيئة العامة لقصور الثقافة 2000م.
- «اتجاهات تأريخ الأدب العربي في مصر». – دار بورت بلاس – بورسعيد 2001م.
- «الغرب وصناعة الكراهية.. في نقد الإسلاموفوبيا والعولمة». دار اكتب وانشر – القاهرة 2008م.
- «إضاءات على إبداعات شرقاوية». الجزء الأول – الهيئة العامة لقصور الثقافة.

- «ظواهر وسمات الإبداع السردي في نصف قرن.. بورسعيد نموذجاً».
- «الكويت والثقافة العربية».
- «حرائق الثقافة العربية».
- «قضايا وهموم ثقافية وأدبية».
- «قراءة السرد.. قراءة الواقع».
- «قراءات في سرديات أدباء الأقاليم» - الهيئة العامة لقصور الثقافة.
- «ثورة 25 يناير... آصداء من الكتابة والشعر» - الهيئة المصرية العامة للكتاب.

## جوائز
- جائزة التفوق العلمي لمحافظة بورسعيد.
- جائزة المقال والبحث – الهيئة العامة لقصور الثقافة.
- جائزة لجنة الدراسات اللغوية والأدبية بالمجلس الأعلى للثقافة عام 2000م.
- شهادة تقدير اتحاد كتاب مصر – فرع محافظة الشرقية.[7]